# پل هکینگباتم
پل هکینگباتم (انگلیسی: Paul Heckingbottom؛ زادهٔ ۱۷ ژوئیهٔ ۱۹۷۷) بازیکن سابق و مربی فوتبال اهل انگلستان است.
از باشگاه‌هایی که در آن بازی کرده‌است می‌توان به باشگاه فوتبال شفیلد ونزدی، باشگاه فوتبال منزفیلد تاون، باشگاه فوتبال دارلینگتون، باشگاه فوتبال بارنزلی، باشگاه فوتبال هارتل پول یونایتد، باشگاه فوتبال گیتزهد، باشگاه فوتبال هروگیت تاون، باشگاه فوتبال نوریچ سیتی، باشگاه فوتبال منچستر یونایتد، باشگاه فوتبال ساندرلند، و باشگاه فوتبال برادفورد سیتی اشاره کرد.